# Курлов, Василий Николаевич
Василий Николаевич Курлов (2 августа 1909, с. Новопокровка, Кокчетавский уезд, Акмолинская область, Российская империя — 8 мая 1986, Петропавловск, Казахская ССР, СССР) — первый секретарь Булаевского райкома Компартии Казахстана, Северо-Казахстанская область, Казахская ССР. Герой Социалистического Труда (1957). Член КПСС с 1932 года.

## Биография
Родился 2 августа 1909 года в селе Новопокровка Кокчетавского уезда Акмолинской области (ныне — Район Шал акына, Северо-Казахстанская область, Казахстан) в крестьянской семье.
С 1928 по 1931 года — председатель сельскохозяйственной артели «Красный кожевник». В 1931—1932 года — председатель профсоюзного комитета Айытрауского района. В 1932 году вступил в ВКП(б). С 1932 по 1937 года — секретарь Рузаевского, Соколовского райкомов ВЛКСМ.
В 1939 (февраль) — 1945 (октябрь) гг. — первый секретарь Арыкбалыкского райкома Компартии Казахстана. В 1945—1949 гг. — первый секретарь Щучинского райкома Компартии Казахстана.
С 1949 года учился в Алма-Атинской высшей партийной школе, которую окончил в 1951 году.
В 1951—1962 гг. — первый секретарь Булаевского райкома Компартии Казахстана.
Будучи первым секретарём Булаевского райкома, занимался организацией сельскохозяйственного производства в Булаевском районе во время освоения целинных и залежных земель. Указом Президиума Верховного Совета СССР от 11 января 1957 года за особо выдающиеся успехи, достигнутые в работе по освоению целинных и залежных земель, и получение высокого урожая удостоен звания Героя Социалистического Труда с вручением ордена Ленина и золотой медали «Серп и Молот».
Выйдя на пенсию, проживал в городе Петропавловск.
Скончался 8 мая 1986 года. Похоронен на Старом православном кладбище Петропавловска.

## Награды
- Орден Ленина
- Орден Отечественной войны 2-й степени
- Орден Трудового Красного Знамени